# Улвия Али
Улвия Али (пълно име: Улвия Али гызы Гулиева; (азербайджански. Ülviyyə Əli qızı Quliyeva); 13 октомври 1993 г., Гьойчай, Азербайджан) е азербайджанска независима журналистка, правозащитничка и политическа затворничка; през 2019-2025 г. работи като журналистка за „Гласът на Америка“ (VoA).
От 2012 г. насам Улвия Али отразява всички случаи на нарушаване на човешките права в Азербайджан на своята страница в X (Twitter) и ги представя на вниманието на международните медии. Освен това публикациите за ситуацията в Азербайджан в чуждестранната преса често се позовават на предоставената от нея информация и използват нейни авторски снимки и видеоклипове.
През февруари 2025 г., след отмяната на акредитацията на журналистите от „Гласът на Америка“, Улвия Али не преустанови професионалната си дейност и заяви, че дори да няма независими медии, които да желаят да публикуват материалите ѝ, тя ще разпространява репортажите си чрез собствената си платформа. След това тя продължава да публикува репортажи на страницата си във Facebook.
Три месеца по-късно, през нощта на 6 срещу 7 май 2025 г., тя е задържана по делото Meydan TV, а на 7 май с решение на Окръжния съд в Хатай е поставена под арест. На нея и на други арестувани по делото са повдигнати обвинения по член 206.3. 2 от Наказателния кодекс (контрабанда, извършена от група лица по предварителен сговор). Улвия отрича обвиненията, като четири месеца преди ареста заявява, че не е журналист в Meydan TV, и като цяло свързва задържането си с професионалната си журналистическа дейност.
Редица местни и международни правозащитни организации осъждат ареста на Улвия Али като политически и призовават азербайджанските власти да я освободят незабавно.
Понастоящем тя е задържана в центъра за задържане в Баку на Службата за изпълнение на наказанията към Министерството на правосъдието.

## Ранни години
Улвия Али гызы Гулиева е родена на 13 октомври 1993 г. в град Гойчай. След като прекарва няколко месеца със семейството си в Баку, те се преместват в Тамбов, Русия. Улвия израства в Русия до осемгодишна възраст. През юни 2001 г. семейството се завръща в Азербайджан.
От 17-годишна възраст Улвия Али участва активно в социалните и политическите процеси. През 2012 г.-2016 г. е член на Гражданско движение NİDA. През тези години два пъти е избирана за член на контролната и дисциплинарната комисия на движението. Участва активно и в публични кампании в подкрепа на арестуваните членове на NİDA. Ръководи кампания, наречена „Подкрепете незаконно арестуваните членове на NİDA!“.
Многократно е участвала в протести и е срещала съпротива от страна на полицията. На 26 януари 2013 г. е задържана от полицията по време на митинга „Махнете оръжията от нас!“ и е освободена, след като ѝ е отправено административно предупреждение.
На парламентарните избори през 2015 г. тя е упълномощен представител на кандидата на NİDA Рамин Хюсеинов в 18-ти избирателен район „Нариманов-Низами“. А на парламентарните избори през 2020 г. е ръководител на кампанията на Тогрул Велиев, кандидат на избирателен блок „Hərəкət“ в избирателен район Насими Сабаил № 23.

## Дейности в областта на правата на човека
От 2012 г. насам Улвия Али отразява всички случаи на нарушаване на правата на човека в Азербайджан на своята страница X (Twitter) и ги представя на вниманието на международните медии. Освен това публикациите за ситуацията в Азербайджан в чуждестранната преса често се позовават на предоставената от нея информация и използват авторски снимки и видеоклипове.
От 2013 г. насам тя следи съдебните процеси срещу много политически затворници и отразява случващото се в съдилищата.
Наблюдава и отразява нередности по време на президентските избори през 2013, 2018 и 2024 г., парламентарните избори през 2015, 2020 и 2024 г., общинските избори през 2014, 2019 и 2025 г. и референдума през 2016 г.
През 2014 г. работи като адвокатски сътрудник на Намизад Сафаров.
От 2015 г. е член на журито на наградата „Наргиз“.
През 2017 г. завършва с отличие програмата за обучение на млади правозащитници на Института за демократични инициативи (IDI).
Сътрудничила е на редица неправителствени организации като Центъра за мониторинг на изборите и обучение по демокрация (SMDTM), Центъра за правна помощ „Бенефисиар“ и инициативната група „За жените“.
През 2018 г. е съавтор на доклада „Крим: пробив на стената на мълчанието“, публикуван от Фондация „Къща за човешки права“ (HRHF). През същата година пътува до Крим заедно със защитници на правата на човека от Беларус и Украйна и подготвя специален доклад оттам.
През 2019 г. преминава стаж в САЩ по програмата International Visitor Leadership Programme (IVLP).
През 2024 г. фотографски портрет, направен от Улвия Али, става част от фотоизложбата „Портрети на властта“, организирана от фондация „Къща за човешки права“ в Норвегия. на снимката е изобразена азербайджанската адвокатка, специализирана в областта на правата на човека, Ровшана Рахимова, една от главните героини на изложбата.
Улвия Али дава интервюта за чуждестранни медии, особено в навечерието на Конференцията на ООН по изменението на климата (COP29) в Баку, за да привлече вниманието към проблемите с правата на човека в страната, състоянието на независимите медии и арестите на журналисти.

## Журналистически дейности
Улвия Али работи в областта на журналистиката от 2016 г. насам. През годините е работила за Радио Свободна Европа/Радио Свобода Азербайджанска служба (RFE/RL), Toplum TV, Faкt Yoxla, Miкrosкop Media, Гласът на Америка, OC Media и JAMnews. Работила е и за платформите Fem-Utopia, насочени към разпространение на феминистки идеи и създаване на образователно съдържание.
По време на кариерата си е създавала съдържание и за „Fem-Utopia“, платформа, насочена към разпространение на феминистки идеи и създаване на образователно съдържание на азербайджански език за феминизма, и „Qıy vaar!“. - платформа, която публикува новини по ЛГБТ и феминистки теми. В журналистическата си практика е създала многобройни материали, посветени на правата на човека, социалните въпроси, ЛГБТ и правата на жените. През 2021 г. е удостоена с наградата QueeRadar за активната ѝ роля в медийното отразяване на събития, свързани с ЛГБТ в Азербайджан. Провеждала е и обучения на тема „Как да се отразяват новини, свързани с ЛГБТ, от ЛГБТ граждани?“.
От 2019 до 2025 г. работи в радиослужбата на „Гласът на Америка“ в Азербайджан. По време на мандата си е автор на повече от хиляда новинарски материала и репортажи, публикувани и излъчени по VoA. Отразявала е политически процеси, случаи на нарушаване на човешките права, както и митинги, акции, шествия и пикети, проведени в Азербайджан. По време на професионалната си кариера тя е задържана, оказва съпротива на полицията и е малтретирана няколко пъти.
На 11 февруари 2020 г., докато отразява протестен митинг на кандидати за депутати пред административната сграда на Централната избирателна комисия (ЦИК), Улвия Али е задържана от полицията заедно с колегите си Севиндж Вагифгизи, Наргиз Абсаламова и Айгюн Рашид. В резултат на употребата на сила от страна на полицията Улвия Али получава леки наранявания. Организацията „Репортери без граници“ (РБГ) остро осъжда инцидента и заявява, че азербайджанските власти унищожават плурализма.
На 14 септември 2020 г., докато отразяваше митинга „Освободете Тофик Ягублу!“, който се проведе в близост до метростанция „Ганджилик“, Улвия Али и колежката ѝ Айсел Умудова бяха задържани с искане да премахнат кадрите. Журналистките обаче отказват да изпълнят това искане и скоро са освободени.
На 13 октомври 2020 г. Улвия Али и колежката ѝ Наргиз Абсаламова са задържани заедно с Гияс Ибрахимов по време на интервю с Гияс Ибрахимов, който е призован в Главната прокуратура. След повече от час задържане в 26-о полицейско управление на РУП Ясамал те са освободени.
На 4 август 2021 г., докато изпълнява професионалните си задължения пред административната сграда на Районното полицейско управление (РПУ) в Хазар, Улвия Али е задържана заедно с колежките си Елнара Гасимова и Наргиз Абсаламова по време на феминистки протест срещу убийството на Севил Магерамова. По време на задържането тя е малтретирана, обиждана е в сградата и е повредено фотографското ѝ оборудване. Въпреки подадените жалби до съответните органи, не са постигнати никакви резултати.
През декември 2021 г. Улвия Али протестира срещу новия медиен закон на Азербайджан, като по време на митинг носи тениска с надпис «I'm not your puppet» („Аз не съм твоя марионетка“).
През февруари 2023 г. тя заявява, че новият медиен законопроект, по-специално по отношение на създаването на единен регистър, създава широки възможности за ограничаване на свободата на изразяване и медийните дейности. Тя е един от 40-те журналисти, подписали становище, изготвено от независими журналисти и медийни експерти в Азербайджан. След приемането на този закон Улвия Али основава платформата „Медии без регистър“ и отразява протестите на журналистите, свързани с новото законодателство.
През февруари 2025 г., след отмяната на акредитациите за кореспондентите на „Гласът на Америка“, Улвия Али не спира дейността си и заявява, че въпреки липсата на независими медии, които да публикуват истории, тя ще споделя репортажите си на лична платформа. Оттогава тя публикува репортажите си на личната си страница във Facebook и продължава журналистическите си начинания. Арестувана е на 7 май 2025 г.

## Арест
Улвия Али е призована в Главното полицейско управление в Баку от следователя Самир Исмаилов на 15 януари 2025 г., за да даде показания като свидетел на 16 януари 2025 г. В интервю Улвия Али казва, че е била разпитвана около два часа за случая с телевизия „Meydan TV“, след което ѝ е било забранено да напуска Азербайджан без никакви обяснения. Тя също така отбелязва, че не е била журналист на телевизия „Meydan TV“, а кореспондент на „Гласът на Америка“ и дори да е работила за телевизия „Meydan TV“, това не е било престъпление., и даже если бы она действительно работала в «Meydan TV», это не является преступлением.
Коалицията на жените журналисти (WPF) осъжда решението на азербайджанското правителство да забрани на Улвия Али да напуска страната. През януари Улвия Али подава жалба в съда срещу забраната за напускане на страната. Разглеждането на жалбата ѝ започва на 18 март в Хатайския районен съд в Баку, но съдията отлага заседанието за април, като се позовава на необходимостта от участие на разследващ полицай в процеса. Според Миграционния кодекс на Азербайджан свидетел не може да бъде ограничаван да напуска страната, такава забрана може да се прилага само по отношение на обвиняемия, заявява Улвия Али. Тя нарича забраната неоснователна и поради факта, че ограничаването на правото ѝ да напуска страната ѝ е било обявено устно. По думите на Али тя е изпратила три официални искания до столичната полиция да ѝ издаде решение относно забраната за пътуване, но молбите ѝ са „игнорирани“. На 11 април Хатайският районен съд не удовлетворява жалбата на Улвия Али. Според нея следователят от Главното полицейско управление на Баку (ГПУБ) Фарид Шукурлу се мотивира, че разследването разполага с „важна информация“ за участието в престъпни деяния на други разследвани лица. Поради това, твърди следователят, на тези лица, които все още са в статут на свидетели, е забранено да напускат страната. Самата Али обърна внимание на съда, че е била разпитвана като свидетел и това е станало преди три месеца. Според нея, ако не е сътрудничила на конкретната публикация, която е обект на разследването, тя не би могла да разполага с „важна информация“ от значение за делото".
През нощта на 6 срещу 7 май 2025 г., около 04:00 ч., в социалните мрежи се разпространява информация за задържането на Улвия Али във връзка със случая с телевизия „Meydan TV“, както и за претърсването на апартамента ѝ. Според майка ѝ Илхама Гулиева дъщеря ѝ е била малтретирана, а апартаментът ѝ е бил разбит по време на претърсването - "дъщеря ми има аденом в главата и един полицай я удари по главата. В къщата й беше проникнато с взлом, а апартаментът й беше напълно разграбен. Полицаите иззеха личните ѝ вещи, конфискуваха компютъра ѝ и „откриха“ повече от 6000 евро в брой." На 7 май на Улвий Али е повдигнато обвинение по член 206.3.2 от Наказателния кодекс на Азербайджан (контрабанда, извършена от група лица по предварителен сговор). С решение на съдията от Хатайския районен съд Сулхане Хаджиева срещу нея е избрана превантивна мярка под формата на арест за 1 месец и 29 дни. Когато Улвия Али е доведена в съда, тя, показвайки белезниците на ръцете си, гръмко заявява: „Ръцете на медиите са оковани с белезници!“. Според адвоката на Улвия Али, Елвин Алямов, по време на претърсването на апартамента ѝ се твърди, че са намерени 6000 евро. Улвия Али обаче заяви, че парите не са нейни и са подхвърлени от полицията по време на обиска. Тя също така съобщи, че е била малтретирана по време на ареста си. „В полицейския участък поискаха паролата на телефона ѝ и след като тя отказа, я удариха няколко пъти по главата“, съобщи Алямов." В коментар за DOXA защитникът на правата на жените Гюлнара Мехтиева заяви, че служителите на реда са пребили Улвия Али в продължение на няколко часа след ареста ѝ. "Много удари в главата, двама полицаи я дърпаха за косата, а единият каза: „Ще разваля женствеността ти“ - което може да се счита за заплаха за сексуално насилие„, съобщава Мехтиева.“
Преди ареста Улвия Али оставя писмо, с което я уведомява за възможността да бъде арестувана:
| „                                     | «Ако четете това писмо, това означава, че съм бил оклеветен и незаконно арестуван заради журналистическата си дейност. Подобно на други мои колеги журналисти, аз не съм извършил никакво престъпление - не съм внасял в страната това, което наричат „незаконно финансиране“, нито съм извършил някакви други действия. Нямам и никакви делови връзки с Meydan TV. Дори и да имах такива връзки, сътрудничеството с Meydan TV не е престъпление. Трябва също да спомена, че от дълго време си сътруднича с „Гласът на Америка“. Всички знаете, че азербайджанската държава е нетолерантна към независимите медии. В резултат на тази нетърпимост повече от 20 журналисти са в затвора и аз съм един от тях. В журналистическата си работа от 2016 г. насам винаги съм се опитвал да остана привърженик на професионалната етика и съм правил всичко възможно да изтъквам проблемите на всички, които са били подложени на несправедливост, независимо от тяхната религия, етническа принадлежност, политическа принадлежност, пол, ориентация или социално положение. Сега, подобно на моите колеги затворници, ще продължа това начинание. Нашият глас винаги ще нарушава мълчанието пред политическата воля да се заглуши Азербайджан. Това може би е последната публикация, която пиша на свобода. Но вярвам, че праведният глас не може да бъде заглушен. Журналистиката не е престъпление! Нашето престъпление е вярата ни в справедливостта!» | “ |
| — Писмото на Улвия Али преди ареста ѝ | |   |

На 10 май беше съобщено, че Улвия Али е в лошо състояние в центъра за задържане.След като е бил подложен на полицейско насилие в Главното полицейско управление на Баку (ГПУ) и е получил множество удари по главата, Али повръща два пъти в центъра за временно задържане на районното полицейско управление в Хатай и веднъж в центъра за задържане в Баку. Съобщава се, че от 2017 г. има тумор (аденом) на главата. Улвия Али подава жалба до Републиканската прокуратура за полицейско насилие. тя също така иска пълен медицински преглед, включително изследване с ядрено-магнитен резонанс (ЯМР), за да се установи дали не е получила вътрешни наранявания, които да изискват преместването ѝ в заведение с необходимото медицинско оборудване и персонал. Нито едно от исканията ѝ обаче не е изпълнено.
Улвия Али подава жалба срещу решението на районния съд в Хатай от 7 май 2025 г. На 16 май на съдебно заседание в Апелативния съд в Баку, председателствано от съдия Елман Рахимов, жалбата на Улвия Али е уважена и мярката за неотклонение задържане под стража е оставена в сила. В съда Улвия Али подчертава здравословните си проблеми, отрича всички обвинения срещу нея и заявява, че арестът ѝ е свързан с журналистическата ѝ дейност.

## Реакции на ареста
Редица местни и международни организации за правата на човека осъдиха ареста на Улвия Али като политически и призоваха азербайджанските власти да я освободят незабавно. Международната федерация на журналистите (IFJ) и Европейската федерация на журналистите (EJF) в изявление от 8 май осъждат ареста на Улвия Али като политически и призовават азербайджанските власти да я освободят незабавно.
Фондация „Къща за човешки права“ (HRHF) също осъди остро задържането и малтретирането на Улвия Али, изрази солидарност и поиска незабавното ѝ и безусловно освобождаване.
Комитетът за защита на журналистите (CPJ) нарече ареста на Улвия Али „ход на азербайджанските власти за премахване на всякаква следа от независима журналистика“ и призова за незабавното ѝ освобождаване, както и за спешно разследване на обезпокоителните твърдения за полицейска бруталност.
Международната асоциация за свобода на изразяването (IFEX) се присъедини към местните и международните организации, които призоваха за незабавното освобождаване на Улвия Али и на всички останали журналисти, лишени от свобода в Азербайджан. IFEX осъди използването на физическо насилие, клеветнически кампании и политически мотивирани обвинения като инструменти за сплашване и потискане на пресата.
Съветът на Европа за свобода на печата, както и организацията Freedom Now изразиха загриженост във връзка с ареста на Улвия Али и нарастващия брой арести на независими журналисти в Азербайджан.
Международната фондация на женските медии (IWMF) подчерта, че „съобщаването на несправедливостта не е престъпление“ и също поиска освобождаването на Улвия Али.
На 12 май международната организация за защита на правата на човека Front Line Defenders излезе с изявление, в което постави пет условия на азербайджанските власти по отношение на Улвия Али: незабавно и безусловно освобождаване на Улвия Али и гарантиране на нейната физическа и психическа неприкосновеност, предоставяне на Улвия Али на достъп до независима медицинска помощ, оттегляне на всички обвинения срещу правозащитничката и журналистка Улвия Али и провеждане на незабавно, задълбочено и безпристрастно разследване на твърденията за физическо насилие срещу Улвия Али с оглед на публикуването на доклада.
Според правозащитника Емин Хюсеинов след изгонването на AbzasMedia и Toplum TV от страната и закриването на информационна агенция Turan, Улвия Али се превръща в единствения източник на независима журналистика в Азербайджан. Според журналистката Арзу Гейбула, Улвия Али е станала мишена, защото е била един от малкото журналисти, останали на място, които са продължили да правят репортажи. На 16 май Джейми Раскин, член на Камарата на представителите на САЩ и високопоставен член на комисията по съдебна система към Камарата, изрази солидарността си с Улвия Али в официалния си микроблог X и подкрепата си за всички журналисти като Улвия Али, които се борят срещу авторитарните режими, диктаторите, клептократите и цензурата на полицейската държава.

## Награди
През 2021 г. е удостоена с наградата QueeRadar за активната ѝ роля в медийното отразяване на събития, свързани с ЛГБТ, в Азербайджан.